# Куыккескен
Куыккескен (каз. Қуықкескен) — средневековый город в Казахстане. Расположен в 115 км западнее города Кызылорда, на правом берегу реки Жанадария. Первые сведения о городе встречаются в записках путешественников из Китая, Византии в VI—VIII вв. В 1946 году Куыккескен исследован Хорезмской археологической экспедицией АН СССР (руководитель С. П. Толстов). Сохранились прямая четырёхугольная площадка размером 19,5×17 м, Т-образный двор дома и другие следы построек. Во время археологических раскопок найдены бытовые предметы (кувшин, чаша, блюдо, осколки посуды), а также деревянные, костяные, металлические предметы, украшенные узорами.